# Rezerwat przyrody Brudzeńskie Jary
Rezerwat przyrody Brudzeńskie Jary – leśny rezerwat przyrody na terenie Brudzeńskiego Parku Krajobrazowego w nadleśnictwie Płock w powiecie płockim, w gminie Brudzeń Duży. Zajmuje powierzchnię 39,1 ha, zaś jego otulina liczy 35,8 ha.
Celem ochrony jest zachowanie walorów przyrodniczo-krajobrazowych skarpy rzeki Skrwy Prawej wraz z dopływami oraz zbiorowisk grądowych. Na terenie rezerwatu znajduje się rzadki na Mazowszu, ponad 150-letni starodrzew dębowy oraz stare buki. Ponadto obszar przedstawia wartość kulturowo-historyczną: znajduje się tu wczesnośredniowieczne, pierścieniowate grodzisko oraz obelisk upamiętniający śmierć sześciu Polaków zamordowanych przez Niemców w czasie II wojny światowej.
Występują tu chronione: bluszcz pospolity, konwalia majowa, lilia złotogłów, pierwiosnek lekarski, śnieżyczka przebiśnieg i wiciokrzew pomorski.